# Léon-François Comerre
Léon-François Comerre, né le 10 octobre 1850 à Trélon et mort le 20 février 1916 à Paris 17e, est un peintre académique symboliste français
Il est connu pour ses portraits d’odalisques et ses scènes mythologiques et historiques, dont le style et le thème reposent sur un symbolisme transfiguré et le préraphaélisme.

## Biographie
En 1853, la famille de Léon-François Comerre, fils d'Apolline Knorr et de l’instituteur Oscar Louis Comerre, s'installe à Lille. Il y sera l'élève du peintre Alphonse Colas. En 1867, il obtient une médaille d'or à l'Académie de Lille et une bourse du Département du Nord qui lui permettent de poursuivre ses études à Paris. En 1868, il entre dans l'atelier d'Alexandre Cabanel, dont il subira l'influence orientaliste, puis est admis à l’École des beaux-arts de Paris. Il y obtient la grande médaille d'émulation décernée par le ministre des Beaux-arts.
Mobilisé à la guerre de 1870, il reprend la peinture, une fois libéré, et expose pour la première fois au Salon de Paris de 1871 avec un portrait intitulé L'Italienne. Il y présente de nouveau son travail en 1874, puis en 1875, date à laquelle il obtient une médaille de 3e classe pour Cassandre.
À partir de 1872, il monte plusieurs fois en loge pour le concours du grand prix de Rome. Il reçoit le prix de Rome en peinture d'Histoire de 1875 pour L’Annonce aux bergers. La ville de Lille, très honorée que, pour la première fois, un de ses élèves de l'École académique de Lille obtienne ce grand prix, lui décerne une médaille d'or grand modèle.
Après un court séjour d'études en Belgique et en Hollande, il réside en Italie à la villa Médicis de janvier 1876 à décembre 1879. Il enverra en France : Jézabel dévorée par les chiens, Junon en 1878, et Le Lion amoureux en 1879.
Installé à Paris dans un hôtel particulier où il a un atelier au 67 rue Ampère, il trouve l'atelier de ses rêves au Vésinet et en confie l'aménagement à l'architecte Louis Gilbert. C'est à partir de 1884 qu'il y vient toutes les semaines et finit par s'y installer avec sa famille. Il y restera jusqu'à sa mort. Il est élu conseiller municipal du Vésinet de 1904 à 1908, sous le mandat de Gaston de Casteran. En 1909, il est nommé Rosati d'honneur.
Son épouse, Jacqueline Comerre-Paton, également peintresse, donne à la ville de Trélon le tableau La Poupée de Cosette (ou Cosette endormie), après la mort de son mari, en son souvenir.
La succession de sa petite-fille, Denise Lion-Comerre, mit sur le marché de l'art le fonds d'atelier de son grand-père (343 lots) le 3 février 2003. La ville de Trélon y fit l'acquisition de huit tableaux dont l'Étude de tête féminine sur fond bleu, Le Chapeau à plumes, La Petite Fille au cerceau, Le Clin d'œil, Femme en tenue de bal et Femme au Chapeau noir.
C’est l'oncle du peintre Albert Gleizes.

## Musées, salons…

### Musées
- Musée des beaux-arts de Béziers
- Musée des beaux-arts de Caen : Albine morte (1882)
- Musée des Beaux-Arts de Budapest : Arachne
- Musée de Sydney
- Petit Palais : Bicyclette au Vésinet (1903)
- Trélon : Palette de l'artiste, Martyre de Thomas Becket, La Poupée de Cosette, Étude de tête féminine sur fond bleu, Le Chapeau à plumes, La Petite fille au cerceau, Le Clin d'œil, Femme en tenue de bal, Femme au Chapeau noir, Géo en clown blanc

### Salons
- 1871, L'Italienne
- 1874, Portrait de Monsieur Darcq
- 1875, Cassandre, médaille de 3e classe
- 1878, Junon, Jézabel dévorée par les chiens
- 1879, Le Lion amoureux, envoi de Rome
- 1881, Samson et Dalila
- 1882, Albine morte
- 1884, Pierrot, Madeleine
- 1886, Mme Louise Théo, Été, Automne
- 1887, Raphaël Duflot
- 1888, Le Printemps, Le Destin et l'Hiver, triptyque
- 1890, Bain à l'Alhambra, Madame Moreau de la Tour
- 1891, Portrait de M. A. Lefort
- 1894, Le Rhône et la Saône
- 1908, Le Triomphe du Cygne

### Expositions
- 1876, Philadelphie
- 1879, Sydney
- 1880, Melbourne
- Exposition universelle de 1885 à Anvers, médaille d'honneur
- Londres, Académie royale
- Londres, Société royale des peintres portraitistes
- Royal Glasgow Institute of the Fine Arts

### Récompenses
- 1867, médaille d'or de l'Académie de Lille
- 1872, deuxième second prix de Rome
- 1874, premier second grand prix de Rome
- 1875, médaille de 3e classe au Salon de Paris pour Cassandre
- 1875, grand prix de Rome en peinture pour L'Annonce faite aux bergers
- 1875, médaille d'or grand modèle de la ville de Lille pour L'Annonce faite aux bergers
- 1876, médaille à Philadelphie
- 1879, médaille à Sydney
- 1880, médaille à Melbourne
- 1881, médaille de 2e classe au Salon des artistes français pour Samson et Dalila
- 1885, médaille d'honneur à l'Exposition universelle d'Anvers